# David Michineau
David Benoit Michineau (Les Abymes, 6 giugno 1994) è un cestista francese.

## Carriera
È stato selezionato dai New Orleans Pelicans al secondo giro del Draft NBA 2016 (39ª scelta assoluta).